# Oostenrijkse woningen
In Nederland zijn vlak na de Tweede Wereldoorlog in het kader van de wederopbouw zogenaamde Oostenrijkse woningen gebouwd. De geprefabriceerde woningen werden in onderdelen vanuit Oostenrijk aan Nederland geleverd en door lokale aannemers opgebouwd. De aanvoer vond plaats via het spoor: per woning waren er twee goederenwagons nodig voor het vervoer.

## Geschiedenis

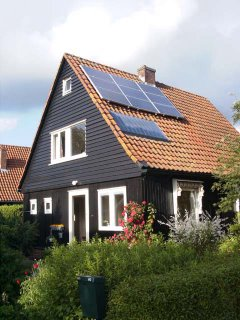
Voor-/zijgevel met zonnecollector en zonnepanelen (Leeuwarden, 2003)

Rond 1948 schreef het Ministerie van Wederopbouw en Volkshuisvesting alle Nederlandse gemeentes aan met de vraag of deze deel wilden nemen aan dit project. In elke gemeente die zich toen heeft opgegeven, werden een of meer Oostenrijkse woningen gebouwd, van Den Helder/Huisduinen tot aan Weert en Heerlen. In totaal zijn er 800 gerealiseerd. Vele honderden worden tot op de dag van vandaag bewoond en een aantal is inmiddels Rijksmonument (Emmeloord), provinciaal monument (Hoogeveen) of gemeentelijk monument (Leeuwarden).
- De houten prefab-woningen konden snel gerealiseerd worden. Uitgaande van een reeds opgetrokken fundering duurde het enkele dagen om een Oostenrijkse woning te bouwen. De indeling is zeer logisch en elke ruimte heeft een raam. Het zijn energiezuinige woningen met een duurzaam karakter. De woningen zijn vaak  gesitueerd op ruime kavels. Aan de naoorlogse wederopbouw leverden ze een beperkte bijdrage. Vaak werden ze toegewezen aan gemeentelijke ambtenaren, oud-verzetsstrijders (of nabestaanden daarvan) of andere voor de gemeente belangrijke lieden.[1]

De betaling door de Nederlandse regering vond ten gevolge van het naoorlogse deviezentekort plaats in natura door middel van zaden, gedroogde groenten en visconserven.